# Ariane Nizozemská
Princezna Ariane Nizozemská, princezna oranžsko-nasavská (Ariane Wilhelmina Máxima Ines, * 10. dubna 2007 Haag, Nizozemsko), je třetí a nejmladší dcera nizozemského krále Viléma-Alexandra a královny Máximy. Princezna Ariane je členkou nizozemské královské rodiny a je třetí v pořadí nástupnictví na nizozemský trůn.

## Život
Tehdejší princezna Máxima se odebrala 10. dubna 2007 v 15.45 hodin do nemocnice. Princezna Ariane se narodila přirozenou cestou v HMC Bronovo v Haagu ve 21:56 místního času 10. dubna 2007 jako třetí dítě a nejmladší dcera krále Viléma-Alexandra Nizozemského a královny Máximy Nizozemské. Premiér Balkenende krátce nato promluvil k národu a řekl, že matka i dítě jsou zdravé a mají se dobře. Následujícího rána se s ní její otec objevil v televizi. Jména dítěte byla oznámena 26. října, kdy bylo narození registrováno v Haagu.
Princezna Ariane byla pokřtěna 20. října 2007 v Klášterním kostele (Kloosterkerk) v Haagu vodou z řeky Jordán. Jejím křtitelem byl vikář Deodaat van der Boon. K účasti bylo pozváno více než 850 hostů, včetně rodičů princezny Máximy a nizozemského premiéra Jana Petera Balkenendeho. Jejími kmotry jsou Valeria Delger, Inés Zorreguieta, dědičný velkovévoda Guillaume Lucemburský, Tijo Baron Collot d’Escury a Anton Friling.
Princezna Ariane mluví nizozemsky, anglicky a španělsky.

## Tituly a oslovení
Celý název a oslovení Ariane je: Její královská Výsost princezna Ariane Nizozemská, princezna oranžsko-nasavská. (nizozemsky: Hare Koninklijke Hoogheid Ariane Wilhelmina Máxima Inés, Prinses der Nederlanden, Prinses van Oranje-Nassau).